# Puukonsaari (ö i Norra Savolax)
Puukonsaari är en ö i Finland. Den ligger i sjön Kuvansi och i kommunen Suonenjoki i den ekonomiska regionen  Inre Savolax ekonomiska region  och landskapet Norra Savolax, i den centrala delen av landet, 290 km nordost om huvudstaden Helsingfors. Öns area är 6,7 hektar och dess största längd är 0,6 kilometer i nord-sydlig riktning.